# Saison 1987-1988 de la LHJMQ
Saison précédente Saison suivante
La saison 1987-1988 est la dix-neuvième saison de hockey sur glace de la Ligue de hockey junior majeur du Québec. Les Olympiques de Hull remportent la Coupe du président en battant en finale les Voltigeurs de Drummondville.

## Contexte
Les Chevaliers de Longueuil sont relocalisés à Victoriaville au Québec. Ils deviennent les Tigres de Victoriaville et intègrent la division Dilio. À l'inverse, les Bisons de Granby rejoignent la division Lebel.

## Saison régulière

### Classement
| Clt | Équipe                      | PJ | V  | D  | N | BP  | BC  | Pts |
| --- | --------------------------- | -- | -- | -- | - | --- | --- | --- |
| 1   | Saguenéens de Chicoutimi    | 70 | 38 | 31 | 1 | 352 | 318 | 77  |
| 2   | Voltigeurs de Drummondville | 70 | 35 | 31 | 4 | 341 | 327 | 74  |
| 3   | Tigres de Victoriaville     | 70 | 33 | 31 | 6 | 298 | 293 | 72  |
| 4   | Cataractes de Shawinigan    | 70 | 30 | 37 | 3 | 387 | 381 | 63  |
| 5   | Draveurs de Trois-Rivières  | 70 | 27 | 37 | 6 | 338 | 366 | 60  |

| Clt | Équipe                     | PJ | V  | D  | N | BP  | BC  | Pts |
| --- | -------------------------- | -- | -- | -- | - | --- | --- | --- |
| 1   | Olympiques de Hull         | 70 | 43 | 23 | 4 | 380 | 394 | 90  |
| 2   | Titan de Laval             | 70 | 43 | 25 | 2 | 385 | 346 | 88  |
| 3   | Castors de Saint-Jean      | 70 | 41 | 26 | 3 | 346 | 283 | 85  |
| 4   | Bisons de Granby           | 70 | 23 | 44 | 3 | 294 | 370 | 49  |
| 5   | Canadiens junior de Verdun | 70 | 19 | 47 | 4 | 285 | 428 | 42  |

- En gras : champion de division
- En italique : qualifié pour les séries

### Meilleurs pointeurs
| Joueur            | Équipe         | PJ | B  | A   | Pts | Pun |
| ----------------- | -------------- | -- | -- | --- | --- | --- |
| Patrice Lefebvre  | Shawinigan     | 70 | 64 | 136 | 200 | 142 |
| Stéphan Lebeau    | Shawinigan     | 67 | 94 | 94  | 188 | 66  |
| Marc Saumier      | Hull           | 59 | 52 | 114 | 166 | 177 |
| Patrice Tremblay  | Chicoutimi     | 68 | 72 | 75  | 147 | 83  |
| Daniel Maurice    | Chicoutimi     | 69 | 56 | 90  | 146 | 150 |
| François Guay     | Laval          | 66 | 60 | 84  | 144 | 142 |
| Benoît Brunet     | Hull           | 62 | 54 | 89  | 143 | 131 |
| Terry MacLean     | Trois-Rivières | 69 | 52 | 91  | 143 | 44  |
| Sylvain Couturier | Laval          | 67 | 70 | 67  | 137 | 115 |
| Martin Gélinas    | Hull           | 65 | 63 | 68  | 131 | 74  |

## Séries éliminatoires
Les quatre meilleures équipes de chaque division jouent les séries éliminatoires à l'issue desquelles l'équipe vainqueur remporte la Coupe du président.
|  | Quarts de finale        | Quarts de finale            | Quarts de finale        | Quarts de finale            |    |                             | Demi-finales     | Demi-finales     | Demi-finales     | Demi-finales     |  |  | Finale               | Finale               | Finale               | Finale               |
|  |                         |                             |                         |                             |    |                             |                  |                  |                  |                  |  |  |                      |                      |                      |                      |
|  | Du 20 mars au 1er avril | Du 20 mars au 1er avril     | Du 20 mars au 1er avril | Du 20 mars au 1er avril     |    |                             | Du 5 au 19 avril | Du 5 au 19 avril | Du 5 au 19 avril | Du 5 au 19 avril |  |  | Du 21 avril au 4 mai | Du 21 avril au 4 mai | Du 21 avril au 4 mai | Du 21 avril au 4 mai |
|  | Du 20 mars au 1er avril | Du 20 mars au 1er avril     | Du 20 mars au 1er avril | Du 20 mars au 1er avril     |    |                             | Du 5 au 19 avril | Du 5 au 19 avril | Du 5 au 19 avril | Du 5 au 19 avril |  |  | Du 21 avril au 4 mai | Du 21 avril au 4 mai | Du 21 avril au 4 mai | Du 21 avril au 4 mai |
|  | D1                      | Saguenéens de Chicoutimi    | 2                       | 2                           |    |                             | Du 5 au 19 avril | Du 5 au 19 avril | Du 5 au 19 avril | Du 5 au 19 avril |  |  | Du 21 avril au 4 mai | Du 21 avril au 4 mai | Du 21 avril au 4 mai | Du 21 avril au 4 mai |
|  | D1                      | Saguenéens de Chicoutimi    | 2                       | 2                           |    |                             | Du 5 au 19 avril | Du 5 au 19 avril | Du 5 au 19 avril | Du 5 au 19 avril |  |  | Du 21 avril au 4 mai | Du 21 avril au 4 mai | Du 21 avril au 4 mai | Du 21 avril au 4 mai |
|  | D4                      | Cataractes de Shawinigan    | 4                       | 4                           |    |                             | Du 5 au 19 avril | Du 5 au 19 avril | Du 5 au 19 avril | Du 5 au 19 avril |  |  | Du 21 avril au 4 mai | Du 21 avril au 4 mai | Du 21 avril au 4 mai | Du 21 avril au 4 mai |
|  | D4                      | Cataractes de Shawinigan    | 4                       | 4                           | D4 | Cataractes de Shawinigan    | 1                | 1                |                  |                  |  |  | Du 21 avril au 4 mai | Du 21 avril au 4 mai | Du 21 avril au 4 mai | Du 21 avril au 4 mai |
|  | Du 20 au 29 mars        |                             |                         |                             | D4 | Cataractes de Shawinigan    | 1                | 1                |                  |                  |  |  | Du 21 avril au 4 mai | Du 21 avril au 4 mai | Du 21 avril au 4 mai | Du 21 avril au 4 mai |
|  |                         |                             | D2                      | Voltigeurs de Drummondville | 4  | 4                           |                  |                  |                  |                  |  |  | Du 21 avril au 4 mai | Du 21 avril au 4 mai | Du 21 avril au 4 mai | Du 21 avril au 4 mai |
|  | D2                      | Voltigeurs de Drummondville | D2                      | Voltigeurs de Drummondville | 4  | 4                           | 4                | 4                |                  |                  |  |  | Du 21 avril au 4 mai | Du 21 avril au 4 mai | Du 21 avril au 4 mai | Du 21 avril au 4 mai |
|  | D2                      | Voltigeurs de Drummondville | Du 5 au 22 avril        |                             |    |                             | 4                | 4                |                  |                  |  |  | Du 21 avril au 4 mai | Du 21 avril au 4 mai | Du 21 avril au 4 mai | Du 21 avril au 4 mai |
|  | D3                      | Tigres de Victoriaville     | 1                       | 1                           |    |                             |                  |                  |                  |                  |  |  | Du 21 avril au 4 mai | Du 21 avril au 4 mai | Du 21 avril au 4 mai | Du 21 avril au 4 mai |
|  | D3                      | Tigres de Victoriaville     | 1                       | 1                           | D2 | Voltigeurs de Drummondville | 3                | 3                |                  |                  |  |  |                      |                      |                      |                      |
|  | Du 20 au 29 mars        |                             |                         |                             | D2 | Voltigeurs de Drummondville | 3                | 3                |                  |                  |  |  |                      |                      |                      |                      |
|  |                         |                             | L1                      | Olympiques de Hull          | 4  | 4                           |                  |                  |                  |                  |  |  |                      |                      |                      |                      |
|  | L1                      | Olympiques de Hull          | L1                      | Olympiques de Hull          | 4  | 4                           | 4                | 4                |                  |                  |  |  |                      |                      |                      |                      |
|  | L1                      | Olympiques de Hull          |                         |                             |    |                             |                  |                  |                  |                  |  |  |                      |                      |                      |                      |
|  | L4                      | Bisons de Granby            | 1                       | 1                           |    |                             |                  |                  |                  |                  |  |  |                      |                      |                      |                      |
|  | L4                      | Bisons de Granby            | 1                       | 1                           | L1 | Olympiques de Hull          | 4                | 4                |                  |                  |  |  |                      |                      |                      |                      |
|  | Du 20 mars au 1er avril |                             |                         |                             | L1 | Olympiques de Hull          | 4                | 4                |                  |                  |  |  |                      |                      |                      |                      |
|  |                         |                             | L2                      | Titan de Laval              | 3  | 3                           |                  |                  |                  |                  |  |  |                      |                      |                      |                      |
|  | L2                      | Titan de Laval              | L2                      | Titan de Laval              | 3  | 3                           | 4                | 4                |                  |                  |  |  |                      |                      |                      |                      |
|  | L2                      | Titan de Laval              |                         |                             |    |                             |                  | 4                |                  |                  |  |  |                      |                      |                      |                      |
|  | L3                      | Castors de Saint-Jean       | 3                       | 3                           |    |                             |                  |                  |                  |                  |  |  |                      |                      |                      |                      |
|  | L3                      | Castors de Saint-Jean       | 3                       | 3                           |    |                             |                  |                  |                  |                  |  |  |                      |                      |                      |                      |
|  |                         |                             |                         |                             |    |                             |                  |                  |                  |                  |  |  |                      |                      |                      |                      |

## Équipes d'étoiles
La ligue sélectionne trois équipes d'étoiles.

### Première équipe
- Gardien de but : Stéphane Beauregard, Castors de Saint-Jean
- Défenseur gauche : Yves Racine, Tigres de Victoriaville
- Défenseur droit : Éric Desjardins, Bisons de Granby
- Ailier gauche : Martin Gélinas, Olympiques de Hull
- Centre : Marc Saumier, Olympiques de Hull
- Ailier droit : Patrice Lefebvre, Cataractes de Shawinigan
- Entraîneur : Alain Vigneault, Olympiques de Hull

### Deuxième équipe
- Gardien de but : Jason Glickman, Olympiques de Hull
- Défenseur gauche : Éric Tremblay, Voltigeurs de Drummondville
- Défenseur droit : Steve Veilleux, Draveurs de Trois-Rivières
- Ailier gauche : Yves Gaucher, Saguenéens de Chicoutimi
- Centre : Stéphan Lebeau, Cataractes de Shawinigan
- Ailier droit : Patrice Tremblay, Saguenéens de Chicoutimi
- Entraîneur : Guy Chouinard, Tigres de Victoriaville

### Troisième équipe
- Gardien de but : Stéphane Fiset, Tigres de Victoriaville
- Défenseur gauche : Cam Russell, Olympiques de Hull
- Défenseur droit : Herbert Hohenberger, Olympiques de Hull
- Ailier gauche : Steve Chartrand, Voltigeurs de Drummondville
- Centre : Réginald Savage, Tigres de Victoriaville
- Ailier droit : Sylvain Couturier, Titan de Laval et Daniel Doré, Voltigeurs de Drummondville
- Entraîneur : Gaston Drapeau, Saguenéens de Chicoutimi

## Trophées
Trois récompenses collectives et dix individuelles sont décernées.

### Récompenses collectives
- Coupe du président (champions des séries éliminatoires) : Olympiques de Hull
- Trophée Jean-Rougeau (champions de la saison régulière) : Olympiques de Hull
- Trophée Robert-Lebel (meilleure moyenne de buts encaissés) : Castors de Saint-Jean

### Récompenses individuelles
- Trophée Jean-Béliveau (meilleur pointeur) : Patrice Lefebvre, Cataractes de Shawinigan
- Trophée Jacques-Plante (meilleure moyenne de buts encaissés) : Stéphane Beauregard, Castors de Saint-Jean
- Trophée Michel-Bergeron (meilleur recrue offensive) : Martin Gélinas, Olympiques de Hull
- Trophée Frank-J.-Selke (joueur le plus gentilhomme) : Stéphan Lebeau, Cataractes de Shawinigan
- Trophée Michel-Brière (meilleur joueur) : Marc Saumier, Olympiques de Hull
- Trophée Émile-Bouchard (meilleur défenseur) : Éric Desjardins, Bisons de Granby
- Trophée Guy-Lafleur (meilleur joueur des séries éliminatoires) : Marc Saumier, Olympiques de Hull
- Trophée Michael-Bossy (meilleur espoir) : Daniel Doré, Voltigeurs de Drummondville
- Trophée Raymond-Lagacé (meilleur recrue défensive) : Stéphane Beauregard, Castors de Saint-Jean
- Trophée Marcel-Robert (meilleur étudiant) : Stéphane Beauregard, Castors de Saint-Jean